# Pajper Halivel
Pajper Halivel (engl. Piper Halliwell) je izmišljeni lik američke televizijske serije „Čari“. Njen lik tumači Holi Mari Koums, koja se u seriji pojavljuje u 179 epizoda, čime zauzima prvo mesto najzastupljenijih glumica u seriji.
Pajper je u početku bila srednja sestra. Međutim, posle smrti najstarije sestre Pru i otkrivanja polusestre Pejdž, Pajper je preuzela ulogu najstarije sestre. Udala se za svog belosvica Lea Vajata. Sa Vajatom ima dva sina: Vajata i Krisa. Kasnije je dobila i ćerku Melindu.

## Biografija
Pajper je rođena 7. avgusta 1973. godine kao srednje dete u porodici Halivel, u San Francisku. Njeni roditelji su majka, veštica, Patriša Halivel i otac, smrtnik, Viktor Benet. Ima dve sestre: stariju Pru i mlađu Fibi.
Njena glavna moć je paralisanje, a kasnije je dobila moć molekularnog zapaljenja. Pajper je bila dobra kuvarica dok nije postala veštica, a kada je postala, bila je vešta u pravljenju raznih napitaka.
Bila je posrednik u svađama Pru i Fibi. Uvek je bila vezana za svoju stariju sestru Pru, tako da je njoj najteže pala njena smrt.
Kada je postala veštica, dopao joj se njen belosvitac Leo. Njihova ljubav je bila zabranjena, tako da u početku nisu mogli da budu zajedno. Kasnije su im starešine odobrile vezu i Leo i Pajper su se venčali.

## Pajperin veštičji život
Kada je otkrila da je veštica, nije bila srećna zbog toga. Uvek se bojala da će svojim moćima nekoga povrediti. Kada je, međutim, jednog dana naučila da koristi moći, nije više toliko brinula.
Pajperin veštičji život je bio pun iskušenja. Prvo što joj se desilo je njena zabranjena ljubav sa belosvicem. Jako je volela Lea, ali nisu smeli da budu u vezi. Kada su im starešine konačno dozvolile da se venčaju, astralna Pru je počela da pravi probleme, Pajper je to shvatila kao znak i otkazala venčanje. Ubrzo su venčanje ponovo zakazali i ovoga puta su se venčali.
Posle njihovog venčanja se desila potresna stvar. Pru je ubio demon Šeks. Pajper je to teško prebolela. Posle tog događaja je dobila prvog sina, pa drugog sina, zatim i ćerku i živela je srećno sa svima.